# Старина (Белыничский район)
Старина́ (бел. Старына) — деревня в составе Запольского сельсовета Белыничского района Могилёвской области Республики Беларусь. Население — 3 человека (2009).

## География

### Расположение
В 26 км на юго-запад от Белынич, в 28 км от железнодорожной станции Друть (на линии Могилёв — Осиповичи), в 66 км от Могилёва.

## Транспортная система
Транспортная связь по просёлочной дороге, затем по автодороге Могилёв — Минск. Планировка состоит из прямолинейной меридиональной улицы. Застройка двухсторонняя, деревянными домами усадебного типа.

## История
В 1 км на юго-запад от деревни сохранился курганный могильник, который свидетельствует о заселении человеком этих мест в глубокой древности. Возникла в 1920-е годы. В 1930 году организован колхоз «Свободная работа».
2 июля 1941 года оккупирована немецко-фашистскими захватчиками. Во время Великой Отечественной войны на фронтах погибли 4 местных жителя. Освобождена 29 июня 1944 года.
В 1986 году — в составе совхоза «Падевичи» с центром в деревне Заполье.

## Население

### Численность
- 2009 год — 3 жителя.

### Динамика
- 1959 год — 54 жителя.
- 1970 год — 62 жителя.
- 1986 год — 26 жителей.
- 2002 год — 5 дворов, 9 жителей[2].
- 2007 год — 5 дворов, 6 жителей.
- 2009 год — 3 жителя.